# Katholische Jungschar Südtirols
Die Katholische Jungschar Südtirols (KJS) ist eine Kinderorganisation in Südtirol und besteht seit 1953. In fast jeder Pfarrei gibt es Jungschar- und Ministrantengruppen. Insgesamt gibt es über 10.000 Jungschar- und Ministrantenkinder in Südtirol. Sie werden von rund 1500 ehrenamtlichen Gruppenleitern betreut. Die Katholische Jungschar Südtirols gehört zu der Katholischen Jungschar Österreich.
Die Diözesanleitung ist die Landesversammlung und besteht aus den drei Vorsitzenden, dem Jungscharseelsorger und Vertretern der 20 Dekanate des Landes. Die Diözesanleitung setzt Arbeitskreise und Projektgruppen ein, in denen jungscharspezifische Themenschwerpunkte erarbeitet werden. Alle zwei Jahre findet der Diözesans-Führungs-Kreis (DFK) statt, bei dem alle Gruppenleiter teilnehmen dürfen. Dort werden die Vorsitzenden gewählt, aber auch allgemeinere Themen werden besprochen, wie z. B. die Finanzlage. Die Ortsgruppen umfassen alle Ministranten- und Jungschargruppeneiner Gemeinde. Die Gruppenleiter wählen aus ihrer Mitte einen Ortsverantwortlichen, der die Ortsgruppe vertritt.

## Zusammenarbeit
In den meisten Bezirken findet die Zusammenarbeit zwischen Organisationen und den Jungschargruppen guten Anklang. Die wahrscheinlich größte Organisation ist der Jugenddienst, welcher einen großen Teil seiner Arbeit darin investiert den Gruppenleitern zu helfen.
Die Zusammenarbeit zwischen Jungschar und Pfarrer ist von Ortsgruppe zu Ortsgruppe verschieden, jedoch findet er immer statt. Des Weiteren versucht die Jungschar mal mehr, mal weniger die Eltern mitwirken zu lassen, was jedoch nicht immer Einklang findet.

## Jungschargebet
Jesus Christus,
in der Jungschar sind wir eine Gemeinschaft,
die nach deinem Vorbild leben möchte
Gemeinsam können wir Freundschaft und Freude erleben
Miteinander fällt es uns auch leichter,
Schwierigkeiten zu überwinden.
Hilf uns, dass wir zusammenhalten und
einander gut verstehen.
Es soll uns nicht gleichgültig sein,
wie es anderen geht.
Wir wissen, dass du immer bei uns bist.
Wir danken dir dafür.
Amen.